# Gökhan Vuran
Gökhan Vuran (* 29. August 1986 in Wien) ist ein österreichischer Fußballspieler.

## Karriere
Vuran, der in Wien aufwuchs, begann seine Karriere beim Favoritner Athletic Club. Dort spielte er von den Miniknaben an bis in die erste Mannschaft. 2002 wurde er mit 16 Jahren vom ehemaligen österreichischen Fußballnationalspieler Rudolf Flögel in die erste Mannschaft geholt. 2003 erzielte er nach einer dreimonatigen Verletzung sechs Tore in fünf Spielen. 2004 wechselte er in die Regionalliga Ost zum FAC Team für Wien (damals PSV Team für Wien), wo er jeweils drei Tore für sein Team erzielte. In der dritten Saison beim FAC Team für Wien schoss er in 26 Partien 12 Tore und war damit vereinsintern bester Torschütze.
2007 wurde er vom FAC Team für Wien zu den Austria Amateuren in die Erste Liga ausgeliehen. Er absolvierte in der zweithöchsten Spielklasse Österreichs drei Partien. Im Winter ging es zurück in die Regionalliga Ost zum FAC Team für Wien. Nach der dritten Runde in der Regionalliga Ost musste er wegen Adduktorenproblemen bis Saisonende aussetzen. 2008 wechselte er vom FAC Team für Wien wieder in die zweithöchste Spielklasse Österreichs zum SC Austria Lustenau. Dort absolvierte er bis in Winter acht Partien, danach hatte er mehrere Monate Verletzungspause. In der Sommertransferperiode wechselte er zurück in die Regionalliga Ost zum SV Wienerberg und konnte erst in der fünften Runde wieder ein Pflichtspiel gegen die Mattersburger Amateure bestreiten. Im Dezember 2011 verließ er die Türkei und kehrte nach Österreich zurück, wo er momentan für FV Austria XIII spielt.

## Erfolge
- 1× Türkischer Meister: 2010